# V. Armeekorps (Wehrmacht)
Das V. Armeekorps war ein militärischer Großverband der deutschen Wehrmacht, der zu Beginn des Zweiten Weltkrieges im Westen und ab 1941 an der Ostfront eingesetzt wurde. Zwischen Oktober 1942 und Juni 1943 wurde das Generalkommando als Gruppe Wetzel, ab Juli 1943 als Gruppe Allmendinger bezeichnet.

## Geschichte

### Aufstellung
Das V. Armeekorps wurde im Oktober 1934 aus der 5. Division der Reichswehr in Stuttgart gebildet.

### 1939
Das Generalkommando V wurde mit Kriegsbeginn Ende August 1939 mobilisiert und organisierte die defensive Verteidigung am Westwall zwischen Aachen und Eupen-Malmedy. Der nur kurz bestehenden Armeeabteilung A (General von Hammerstein-Equord) unterstellt, waren dem Korps während des Sitzkrieges die 22., 225. und 263. Infanterie-Division zugeteilt.

### 1940
Mit Beginn des Westfeldzuges (Fall Gelb Mai 1940) waren dem V. Armeekorps die 251. und 253. Infanterie-Division unterstellt. Den rechten Flügel der 4. Armee bildend, folgten die Truppen nördlich der Maas dem XVI. Armeekorps (mot.) (Hoeppner) beim Vorstoß auf Namur nach. Während der zweiten Feldzugsphase (Fall Rot) im Juni 1940 war das V. Armeekorps der 6. Armee an der oberen Somme zugeteilt, unterstellt waren die 62. und 94. Infanterie-Division. Nach der Erzwingung des Aisne-Überganges folgte der Vorstoß in Richtung auf Paris.

### 1941
Im April 1941 noch im Abschnitt der 16. Armee als Besatzungsmacht in Nordfrankreich stehend, waren dem Generalkommando die 12. und 30. Infanterie-Division zugeordnet. Im Mai 1941 wurde das V. Armeekorps unter General der Infanterie Richard Ruoff vom Westen nach Ostpreußen verlegt. Am 22. Juni nahmen die Truppen an der Operation Barbarossa teil, im Verband der Panzergruppe 3 erfolgte der Angriff aus dem Raum Suwałki. Die Truppen des Generalkommandos wurden bald der 9. Armee zugeteilt und über Lida auf Nowogrodek angesetzt, um die Nordfront des Kessels von Bialystok und Minsk abzudichten:
- 5. Infanterie-Division (General der Infanterie Karl Allmendinger)
- 35. Infanterie-Division (Generalleutnant Walther Fischer von Weikersthal)
- 161. Infanterie-Division (Generalleutnant Hermann Wilck)[2]

Anfang Juli erfolgte bei der Kesselschlacht bei Smolensk der weitere Vormarsch des V. Armeekorps über den Dnjepr auf Jarzewo. Ab Mitte August kam es zu Abwehrkämpfen gegen die sowjetische 30. und 19. Armee im Raum nördlich von Duchowschtschina, wo das rechts anschließende VIII. Armeekorps schwer bedrängt wurde. Nach dem Beginn der Operation Taifun begleitete das V. Armeekorps Anfang Oktober 1941 den Vorstoß des LVI. Armeekorps (mot.) gegen die Nordfront des sich bildenden Kessels von Wjasma. Am 23. Oktober stand die Truppen vor der Moskauer Schutzstellung bei Fedorowskoje und stießen zusammen mit dem XXXXVI. Armeekorps (mot.) bis Dezember auf Chimki vor. Mitte Dezember folgten nach der sowjetischen Gegenoffensive Rückzugskämpfe über Wolokolamsk in den Raum nördlich von Gschatsk, wo das V. Korps in den Befehlsbereich der 4. Panzerarmee übertrat.

### 1942/43
Anfang Januar 1942 waren dem Generalkommando die 23., 35. und 106. Infanterie- sowie vorübergehend die 6. Panzer-Division unterstellt. Das Generalkommando wurde im Frühjahr zur Bekämpfung der im Raum Wjasma durchgebrochenen sowjetischen Kräfte (11. Kavalleriekorps, Luftlandetruppen und 33. Armee) eingesetzt, wobei kurzfristig auch die 5. Panzer-Division unterstellt war. Im Juni 1942 verließ das Kommando die Stellungen am Mittelabschnitt und wechselte nach der Auffrischung der Truppen als Verfügungskommando zur Heeresgruppe Süd.
Ende Juli 1942 stand das Korps im Zuge der deutschen Sommeroffensive unter Oberbefehl der Armeegruppe Ruoff (AOK 17) zusammen mit dem LVII. Panzerkorps (General Kirchner) im Raum Rostow am Don, zugeteilt waren die 73., 198. und 125. Infanterie-Division.
Im August 1942 wurde der Kuban überschritten und der Angriff auf die Hafenstadt Noworossijsk eröffnet. Zwischen Oktober 1942 und Juni 1943 wurde das Kommando als Gruppe Wetzel bezeichnet.
Im Frühjahr 1943 war der Großverband zusammen mit dem XXXXIV., XXXXIX. und LII. A.K. im Kuban-Brückenkopf eingeschlossen. Der Gruppe Wetzel waren neben der 9. und 73. Infanterie-Division auch das rumänische Kavallerie-Korps taktisch unterstellt. Im Juli 1943 wurde das Generalkommando als Gruppe Allmendinger bezeichnet, unterstellt waren jetzt neben der 9. Infanterie-, die 4. Gebirgs-Division, die Kampfgruppe Bünau (73.ID.) sowie die rumänische 1. Gebirgsdivision.
Im September bis Anfang Oktober 1943 erfolgte im Unternehmen Brunhild die Räumung der Halbinsel Taman und die Rückführung der 17. Armee auf die Halbinsel Kertsch.

### 1944
Am 12. April 1944 erfolgte der sowjetische Durchbruch an der Landenge zwischen Parpatsch und Feodosia. Das V. Korps, dem in dieser Zeit die 73. und 98. Infanterie-Division sowie die rumänische 3. Gebirgs-Division zugeteilt war, konnte den Einbruch der sowjetischen Küstenarmee auf die zentrale Krim nicht mehr aufhalten und musste sich 200 Kilometer auf Sewastopol zurückgehen. Zusammen mit dem XXXXIX. Gebirgskorps wurde die Festungsfront besetzt. Der sowjetische Generalsturm auf die Festung begann am 16. April, am 9. Mai begann der sowjetische Generalsturm. Am 12. Mai marschierten die Reste der 17. Armee in Gefangenschaft, neben den Gefangenen waren 57.500 Soldaten gefallen und verwundet. Die Reste des Stabes des Generalkommando V und die über das Schwarze Meer evakuierten Truppen wurden im Wehrkreis VIII für die Aufstellung des XI. SS-Armeekorps verwendet.

### 1945
Am 26. Januar 1945 wurde ein neues V. Armeekorps im Wehrkreis XIII aufgestellt, dafür wurden Reste des Stabs der 221. Sicherungs-Division und der 20. Luftwaffen-Sturm-Division herangezogen und im Bereich der 4. Panzerarmee eingesetzt. Anfang März 1945 waren dem zwischen Fürstenberg und Forst stehenden Generalkommando die 275. und die Kampfgruppen 72. und 342. Infanterie-Division zugeteilt. Am 16. April erfolgte der Angriff der 1. Ukrainischen Front (Marschall Konew) und brach südlich von Forst über dem vom V. Korps gehaltenen Neisse-Abschnitt auf Richtung Cottbus durch.
Am 19. April wurde das nach Norden auf den Spreewald abgedrängte V. Korps mit der 35. und 36. SS-Grenadier-Division, sowie der 275. und 342. Infanterie-Division der ebenfalls abgeschnittenen 9. Armee unterstellt. Am 28. April befahl General Busse den Ausbruch der 9. Armee aus dem von den sowjetischen Armeen umschlossenen Kessel von Halbe. Die Spitze nach Westen führte die 21. Panzer-Division unter Führung des XI. SS-Armeekorps (Kleinheisterkamp), das V. Armeekorps organisierte den südlichen Flankenschutz. Der Weg über Zossen und Baruth führte am 1. Mai im Raum Beelitz zum Anschluss an die Front des XX. Armeekorps. Etwa 25.000 deutsche Soldaten und ca. 5.000 Zivilpersonen gelangten südlich von Potsdam zur 12. Armee unter General Wenck, mit der sie sich über die Reste der zerstörten Elbbrücke von Tangermünde in westliche Gefangenschaft begaben.

## Führung
Kommandierender General
- General der Infanterie Hermann Geyer, 16. Mai 1935 bis 30. April 1939
- General der Infanterie Richard Ruoff, 1. Mai 1939 bis 12. Januar 1942
- Generalleutnant/General der Infanterie Wilhelm Wetzel, 12. Januar 1942 bis 1. Juli 1943 (erst mit der Führung beauftragt, ab Februar 1942 regulär)
- General der Infanterie Karl Allmendinger, 1. Juli 1943 bis 1. Mai 1944
- Generalleutnant Hermann Böhme, 1. Mai 1944 bis 4. Mai 1944 (mit der Führung beauftragt)
- Generalleutnant Friedrich-Wilhelm Müller, 4. Mai 1944 bis 2. Juni 1944 (mit der Führung beauftragt)
- General der Infanterie Franz Beyer, 2. Juni bis 19. Juli 1944 (mit der Führung beauftragt)
- General der Artillerie Kurt Waeger, 26. Januar bis 8. Mai 1945

Chef des Generalstabes
- Generalmajor Walther Fischer von Weikersthal, 6. Oktober 1936 bis 26. August 1939
- Oberst i. G. Edgar Röhricht, 26. August bis 6. Oktober 1939
- Generalmajor Karl Allmendinger, 15. Oktober 1939 bis 24. Oktober 1940
- Oberst i. G. Arthur Schmidt, 1. November 1940 bis 25. März 1942
- Oberst i. G. Hans Speidel, 25. März bis 1. Juni 1942
- Oberst i. G. Helmuth Voelter, 1. Juni 1942 bis 1. Oktober 1943
- Oberstleutnant i. G. Harald Helms, 1. Oktober 1943 bis 15. Februar 1944
- Oberst i. G. Leo Hepp, 15. Februar bis 24. Juli 1944
- Oberst i. G. Karl-Geert Klostermann, Januar bis März 1945
- Oberstleutnant i. G. Paul Jordan, März bis 20. April 1945
- Oberst i. G. Paul Bergengrün, 20. April bis Mai 1945